# Eulechria autophylla
Eulechria autophylla is een vlinder uit de familie van de sikkelmotten (Oecophoridae). De wetenschappelijke naam van de soort werd in 1888 gepubliceerd door Edward Meyrick voor een soort die werd verzameld bij Carnarvon in West-Australië.